# Рачо Косев
Рачо П. Косев е български общественик, вестникар и дипломат от Македония.

## Биография
Рачо Косев е роден в Щип, тогава в Османската империя. Занимава се с вестникарска дейност. Публикува за първи път в 1893 година в списание „Мисъл“ възванието на Неофит Рилски към Русия след обявяването на Гюлханския хатишериф.
Близък е до Рачо Петров и до шуменския вестник „Правда“. Изпратен е в Татар Пазарджик, за да слее вестник „Правда“ и вестник „Лъч“ и да основе вестник „Прогрес“. Така, след като няколко месеца работи в редакцията на „Общински вестник“ във Варна, е редактор в „Прогрес“ в Татар Пазарджик. Косев е редактор и в закрития вестник „Правда“. Вестник „Прогрес“ се опитва да стане център на опозицията на режима на Стефан Стамболов.
По-късно Рачо Косев застава на страна на Васил Радославов и става негов пръв главен секретар в Министерството на външните работи по време на Първата световна война.